# Acido mefenamico
L’acido mefenamico  è un farmaco appartenente alla famiglia dei FANS con attività antinfiammatoria (potenza pari a circa il 50% rispetto al fenilbutazone), antipiretica e analgesica. L'acido mefenamico è l'unico fenamato a presentare sia un'azione centrale sia periferica. Le sue proprietà sono dovute alla capacità di inibire la cicloossigenasi nella sintesi delle prostaglandine.

## Farmacocinetica
Una volta assunto per os (assunzione orale) l'acido mefenamico viene assorbito rapidamente dal tratto gastrointestinale. Un picco di concentrazione plasmatica di 10 µg/mL si raggiunge 2-4 ore dopo la somministrazione orale di 1 g di farmaco. Il 99% di una dose si lega alle proteine plasmatiche. L'emivita plasmatica risulta di 3-4 ore. Circa il 50% del farmaco viene escreto nelle urine principalmente in forma di metaboliti coniugati con acido glucuronico, mentre il 20% viene eliminato con le feci in forma di metaboliti non coniugati.

## Tossicità
La DL50 per os nel topo è pari a 630 mg/kg, nel ratto è 790 mg/kg. Gli effetti tossici sono in genere associati a concentrazioni plasmatiche superiori a 10 µg/mL.

## Uso clinico
L'acido mefenamico è stato ampiamente utilizzato nella pratica clinica per alleviare il dolore di intensità lieve-moderata correlato ad alcune malattie reumatiche, in particolare alla osteoartrite e all'artrite reumatoide.
 Il farmaco è stato utilizzato anche per i soggetti in età pediatrica. 
Ha inoltre trovato impiego nelle lesioni a carico dei tessuti molli, in altre condizioni muscolo-scheletriche dolorose e nella dismenorrea.

L'acido mefenamico si è dimostrato utile anche nel trattamento dell'attacco acuto dell'emicrania e della cefalea.
Secondo uno studio pubblicato sul Nature Communications, potrebbe rivelarsi efficace a combattere la Malattia di Alzheimer.

## Dosi terapeutiche
Il prodotto può essere somministrato per via orale e per via rettale alle dosi di 0,5-1,5 g al giorno. In genere, a una posologia di attacco di 0,5 g, seguono somministrazioni di 250 mg ogni sei ore.

## Effetti collaterali e indesiderati
L'acido mefenamico può causare disturbi gastrointestinali tra i quali diarrea, gastriti, duodeniti, ulcera peptica ed emorragia gastrointestinale.

Altri effetti indesiderati sono cefalea, sonnolenza, vertigini, nervosimo, disturbi visivi.

In letteratura sono stati anche riportati casi di anemia emolitica, agranulocitosi, pancitopenia, trombocitopenia, porpora trombocitopenica e aplasia midollare. 
Il farmaco può inoltre provocare nefropatia, insufficienza renale, broncocostrizione e attacchi asmatici in pazienti ipersensibili.

## Controindicazioni
L'acido mefenamico non deve essere somministrato a pazienti affetti da ulcera peptica, da infiammazioni croniche del tratto gastrointestinale, o con anamnesi di ipersensibilità nei confronti di altri FANS.

Il farmaco deve essere somministrato con cautela nei soggetti con alterazione nota della funzionalità renale ed epatica.
In caso di sovradosaggio, l'acido mefenamico presenta una decisa tendenza a indurre convulsioni tonico-cloniche.
L'esecuzione di una lavanda gastrica e la somministrazione di una dose abbondante di carbone attivo sono provvedimenti che appaiono in genere sufficienti per affrontare i casi di eventuale sovradosaggio.
È noto che l'acido mefenamico potenzia l'effetto degli anticoagulanti cumarinici. Pertanto in questi casi il dosaggio del warfarin e simili dovrà essere ridotto per prevenire un eccessivo allungamento del tempo di protrombina.